# Тимен Аренсман
Тимен Аренсман (хол. Thymen Arensman; 4. децембар 1999) холандски је професионални бициклиста који тренутно вози за UCI ворлд тур тим — Инеос гренадирс. Остварио је двије етапне побједе на Тур де Франсу и једну на Вуелта а Еспањи. На шестом мјесту у генералном пласману је два пута завршио Ђиро д’Италију и једном Вуелта а Еспању.

## Каријера
Бициклизмом је почео да се бави у детињству и возио је у дисциплини циклокрос, док је на друму почео да се такмичи 2016. године, а 2018. је прешао у СЕГ рејсинг академију, са којом је углавном возио трке за возаче до 23 године и завршио је јуниорски Париз—Рубе на трећем мјесту, а Тур де л’Авенир на другом мјесту, иза Тадеја Погачара. Године 2020. прешао је у тим Санвеб, а 2021. је освојио класификацију за најбољег младог возача на Тур де Романди трци. Године 2022. завршио је Тирено—Адријатико на шестом мјесту и добио је награду за најагресивнијег возача на етапи 16 на Ђиро д’Италија, након чега је Тур де Полоње завршио на другом мјесту уз једну етапну побједу. У финишу сезоне је завршио Вуелта а Еспању на шестом мјесту и остварио је једну етапну побједу.
Године 2023. прешао је у Инеос гренадирс, са којим је возио Ђиро д’Италију, гдје је радио за Герента Томаса и завршио је на шестом мјесту и на другом мјесту у класификацији за најбољег младог возача, иза Жоаа Алмеиде, док је Томас завршио на другом мјесту у генералном пласману.